# Trachelophora
Trachelophora es un género de escarabajos longicornios de la subfamilia Lamiinae. Fue descrito por Perroud en 1855.

## Especies
- Trachelophora affinis Breuning, 1982
- Trachelophora andamanica Breuning, 1961
- Trachelophora curvicollis Perroud, 1855
- Trachelophora floresica Breuning, 1963
- Trachelophora lineata Aurivillius, 1924
- Trachelophora maculosa Aurivillius, 1924
- Trachelophora niasica Aurivillius, 1924
- Trachelophora sarasini Breuning, 1961
- Trachelophora spinipennis Breuning, 1982